# Estação Chosse Entusiasstov
Chosse Entusiasstov (em russo:  Шоссе Энтузиастов) é uma das estações da linha Kalininskaia (Linha 8) do Metro de Moscovo, na Rússia. Estação «Chosse Entusiasstov» está localizada entre as estações «Perovo» e «Aviamotornaia».